# Skelettdysplasie
Eine Skelettdysplasie ist eine angeborene Störung (Dysplasie) des Knochen-  und Knorpelgewebes, Osteodysplasie bzw.  Osteochondrodysplasie (von altgriechisch χόνδρος chondros, deutsch ‚Knorpel‘).
Betroffen sind keine einzelnen Organe, sondern der Knochen und Knorpel, ein Gewebsdefekt.

## Einteilung nach ICD10
Zu den Skelettdysplasien gehören eine Vielzahl von Erkrankungen. Nachstehende Aufzählung beruht auf der Auflistung des DIMDI-Institutes für die ICD-10:
- Q77.0 Achondrogenesie – Hypochondrogenesie
- Q77.1 Thanatophore Dysplasie
- Q77.2 Kurzripp-Polydaktylie-Syndrome –  Asphyxierende Thoraxdysplasie (Jeune)
- Q77.3 Chondrodysplasia punctata-Syndrome
- Q77.4 Achondroplasie –  Hypochondroplasie
- Q77.5 Diastrophische Dysplasie
- Q77.6 Chondroektodermale Dysplasie – Ellis-van-Creveld-Syndrom
- Q77.7 Spondyloepiphysäre Dysplasie (Dysplasia spondyloepiphysaria) – Oto-spondylo-megaepiphysäre Dysplasie – Spondyloepimetaphysäre Dysplasie
- Q77.8 Sonstige Osteochondrodysplasien mit Wachstumsstörungen der Röhrenknochen und der Wirbelsäule – Akromikrische Dysplasie – Dyschondrosteose Léri Weill – Spondylometaphysäre Dysplasie – Platyspondylitische Dysplasie Typ Torrance
- Q77.9 Osteochondrodysplasie mit Wachstumsstörungen der Röhrenknochen und der Wirbelsäule, nicht näher bezeichnet
- Q78.0 Osteogenesis imperfecta – Fragilitas ossium – Osteopsathyrosis
- Q78.1 Polyostotische fibröse Dysplasie (Jaffé-Lichtenstein-Syndrom) –  McCune-Albright-Syndrom
- Q78.2 Marmorknochenkrankheit – Albers-Schönberg-Syndrom
- Q78.3 Progrediente diaphysäre Dysplasie – Camurati-Engelmann-Syndrom
- Q78.4 Enchondromatose – Maffucci-Syndrom –  Ollier-Krankheit
- Q78.5 Metaphysäre Dysplasie – Pyle-Syndrom – Metaphysäre Chondrodysplasie Typ Jansen
- Q78.6 Angeborene multiple Exostosen – Multiple kartilaginäre Exostosen
- Q78.8 Sonstige näher bezeichnete Osteochondrodysplasien – Osteopoikilie – Mesomele Dysplasie – Stüve-Wiedemann-Syndrom
- Q78.9 Osteochondrodysplasie, nicht näher bezeichnet Chondrodystrophie o.n.A. Osteodystrophie o.n.A.

## Letale Formen
Erkrankungen, die zu Totgeburt oder Versterben im frühen Säuglingsalter führen:
- Achondrogenesie (alle Formen) – Hypochondrogenesie
- Achondroplasie, homozygote Form
- Asphyxierende Thoraxdysplasie Jeune
- Atelosteogenesis
- Bumerang-Dysplasie
- Chondrodyplasia punctata, rhizomeler Typ
- Dyssegmentale Dysplasie
- Fibrochondrogenesie
- Greenberg-Dysplasie
- Hypophosphatasie, letale Form
- Kampomele Dysplasie
- Kurzripp-Polydaktylie-Syndrom VI Typ Majewski
- Metatrope Dysplasie, nicht zwingend letal
- Osteogenesis imperfecta#OI Typ II
- Otozephalie
- Raine-Syndrom
- Kurzripp-Polydaktylie-Syndrom I Typ Saldino-Noonan
- Schneckenbecken-Dysplasie
- Spondylokostale Dysostose, autosomal-rezessive Form
- Stüve-Wiedemann-Syndrom
- Thanatophore Dysplasie
- Kurzripp-Polydaktylie-Syndrom II Typ Verma-Naumoff

## Früh manifeste Formen
Nachstehende Einteilung beruht auf den radiologischen Leitkriterien.
- Chondrodysplasia punctata, rhizomele Form
- Chondrodysplasia punctata, Typ Conradi-Hünermann (Conradi-Hünermann-Syndrom)

## Überwiegend Epiphysäre Formen
- Multiple epiphysäre Dysplasie
- Stickler-Syndrom (Arthro-Ophthalmopathie)
- Larsen-Syndrom
- Chitty-Hall-Baraitser-Syndrom[5]

## Überwiegend Metaphysäre Formen
Bei diesen Formen ist vor allem die Metaphyse und damit das Längenwachstum bestimmter Knochen betroffen:
- Achondroplasie
- Hypochondroplasie
- Metaphysäre Chondrodysplasie (Metaphysäre Chondrodysplasie Typ Jansen)
- Asphyxierende Thoraxdysplasie
- Ellis-van-Creveld-Syndrom
- Osteoglophone Dysplasie

s. a. Metaphysäre Dysplasie

## Überwiegend Spondyläre Formen
Die folgenden Formen weisen hauptsächlich eine Veränderung der Wirbel auf
- Kongenitale Spondyloepiphysäre Dysplasie
- Spondyloepiphysäre Dysplasie Tarda
- Pseudoachondroplasie
- Kniest-Dysplasie
- Metatrope Dysplasie
- Progressive Pseudorheumatoide Chondroplasie
- Dyggve-Melchior-Clausen-Syndrom
- Brachyolmie (nur den Rumpf betreffend)

## Formen mit anarchischer Gewebsentwicklung
- Multiple kartilaginäre Exostosen
- Enchondromatose
- Fibröse Dysplasie
- Spondyloenchondrodysplasie

## Formen mit verminderter Knochendichte
- Osteogenesis imperfecta
- Achondrogenesie
- Juvenile Idiopathische Osteoporose

## Formen mit vermehrter Knochendichte
- Osteopetrose
- Pyknodysostose
- Kraniometaphysäre Dysplasie
- Diaphysäre Dysplasie
- Primäre Knochendysplasie mit erhöhter Knochendichte
- Frontometaphysäre Dysplasie
- Dysosteosklerose
- Osteoektasie mit Hyperphosphatasie
- Osteopathia striata

## Segmental betonte Formen
- Kleidokraniale Dysplasie
- Trichorhinophalangeales Syndrom
- Osteoonychodysplasie
- Dyschondrosteosen: Dyschondrosteose Léri Weill, Dyschondrosteose-Nephritis-Syndrom

## Akromele Formen
- Akromikrische Dysplasie
- Brachydaktylie
- Geleophysischer Kleinwuchs
- Tricho-rhino-phalangeale Dysplasie[6]
- Weill-Marchesani-Syndrom

## Akromesomele Formen
- Akromesomele Dysplasie

## Mesomele Formen
- Dyschondrosteose Léri Weill

## Rhizomele Formen
- Kranioektodermale Dysplasie
- Smith-McCort-Syndrom
- Chondrodysplasia punctata
- Odonto-Chondrodysplasie
- Omodysplasie[7]